# Cepora eperia
Cepora eperia är en fjärilsart som först beskrevs av Jean Baptiste Boisduval 1836.  Cepora eperia ingår i släktet Cepora och familjen vitfjärilar. Inga underarter finns listade i Catalogue of Life.